# Metalimnophila productella
Metalimnophila productella là một loài ruồi trong họ Limoniidae. Chúng phân bố ở miền Australasia.